# Erythropodes
Erythropodes jsou sekcí rodu hřib (Boletus).
Vyznačují se velkými boletoidními plodnicemi, na řezu obvykle modrající dužninou, která není hořké chuti, žlutými rourkami nepřirostlými ke třeni a drobnými póry červenooranžové až rudé barvy. Řadí se k modrajícím a barevným hřibům. Oproti sekci Luridi se liší absencí síťky na třeni.

## Znaky
Plodnice jsou boletoidního tvaru.
Rourky mají žluté stěny, na řezu obvykle modrají.
Póry jsou drobné (menší než 1 milimetr), u dospívajících a většinou i dospělých plodnic mají červenooranžové až rudé zbarvení, v případě xantoidních forem jsou žluté nebo žlutooranžové.
Třeň není krytý síťkou, na povrchu se mohou vyskytovat červeně zabarvená plstnatá zrníčka.
Dužnina je většinou žlutá či žlutavá, někdy bělavá, nikdy hořké chuti. Na řezu obvykle mění barvu (modrá, modrozelená apod.).

## Zástupci
| obrázek                                    | český název   | odborný název        | podřazené taxony | poznámka                       |
| ------------------------------------------ | ------------- | -------------------- | --- | ------------------------------ |
| Boletus dupainii                           | hřib Dupainův | Boletus dupainii     | | neroste v ČR                   |
| 2012-07-12 Boletus erythropus crop         | hřib kovář    | Boletus luridiformis | - hřib neměnný (Boletus immutatus) [varieta] - hřib žlutý (Boletus junquilleus) [varieta] - hřib kovář odbarvený (Boletus luridiformis var. discolor) [varieta] - hřib kovář červenohlavý (Boletus luridiformis var rubropileus) [varieta] |                                |
|                                            | hřib Melzerův | Boletus melzeri      | |                                |
|                                            | hřib neměnný  | Boletus immutatus    | | varieta hřibu kováře           |
| 2010-08-09 Boletus queletii Schulzer 97433 | hřib Quéletův | Boletus queletii     | - Boletus queletii var. discolor - Boletus queletii var. zugazae |                                |
| Boletus lupinus                            | hřib vlčí     | Boletus lupinus      | | neroste v ČR                   |
| Boletus junquilleus                        | hřib žlutý    | Boletus junquilleus  | | xantoidní varieta hřibu kováře |